# Иванов, Михаил Фёдорович (младший сержант)
Иванов Михаил Фёдорович (1924—2002) — Герой Советского Союза, командир орудия 77-го отдельного истребительно-противотанкового дивизиона (92-я стрелковая дивизия, 59-я армия, 1-й Украинский фронт), младший сержант.

## Биография
Родился 20 января 1924 в крестьянской семье д. Базарово Ореховской волости Боровичского уезда Новгородской губернии. Ушёл служить в Красную Армию в августе 1942 года. Сначала служил в запасном артиллерийском полку. Окончил полковую школу младших командиров. Служил командиром орудия 77-го отдельного истребительно-противотанкового дивизиона (92-я стрелковая дивизия, 23-я армия, Ленинградский фронт) на северо-западных подступах к Ленинграду. В июне 1944 года участвовал в Выборгской операции, по результатам которой был награждён медалью «За боевые заслуги».
В декабре 1944 года 92-я стрелковая дивизия была переброшена на 1-й Украинский фронт. Иванов принимал участие в Сандомирско-Сизелской наступательной операции. 30 января дивизия достигла берегов реки Одер. Иванов уничтожил 3 вражеских пулемётных дзота. В ночь на 31 января одним из первых преодолел Одер и расстрелял 150 солдат и офицеров противника. Отразил 3 контратаки, уничтожив ещё 75 гитлеровцев. Получил ранение, но остался в строю.
1 февраля гитлеровцы окружили группу из 29 офицеров и солдат 203-го стрелкового полка. В числе окружённых был и Иванов. Двое суток они оборонялись, ещё двое суток пытались выбраться из окружения. Иванов расстрелял 6 вражеских солдат. Среди своих в живых не осталось ни одного офицера, поэтому Иванов, обернувшись знаменем полка, возглавил 7 оставшихся солдат и вернулся в свой полк.
27.06.1945 за мужество, отвагу и героизм, проявленные при форсировании реки Одер и боях за удержание плацдарма, указом Президиума Верхновного Совета СССР младшему сержанту Иванову Михаилу Фёдоровичу было присвоено звание Героя Советского Союза с вручением ордена Ленина и медали «Золотая Звезда» (№ 8269).
За спасение боевого знамени 203-го стрелкового полка 92-й дивизии Иванов был награждён орденом Красной Звезды.
Войну закончил в Чехословакии.
После демобилизации в 1947 году вернулся на родину. Жил в д. Броди, работал там же в колхозе. Был председателем сельсовета в Бродском сельском поселении, а также председателем колхоза «Борьба». Умер в 2002 году. Похоронен на кладбище в д. Броди.

## Награды
Награждён орденами Ленина, Отечественной войны 1 степени, Красной Звезды, «Знак Почёта», медалями (в частности, «За боевые заслуги»).

## Память
Средняя общеобразовательная школа в д. Броди носит имя Героя.